# Narciarstwo alpejskie na Zimowych Igrzyskach Olimpijskich Młodzieży 2016
Narciarstwo alpejskie na Zimowych Igrzyskach Olimpijskich Młodzieży 2016 odbędzie się w dniach 13 – 20 lutego 2016 roku.
Zawodnicy i zawodniczki będą walczyć w czterech konkurencjach Indywidualnych: supergigancie, slalomie, gigancie, superkombinacji oraz w jednej konkurencji drużynowej: slalomie równoległym. Łącznie zostanie rozdanych dziesięć kompletów medali. Zawody odbywać się będą w Hafjell na trasach Hafjell Olympic Slope.

## Terminarz
| Data           | Godzina | Arena zmagań          | Konkurencja                 | Złoto                                     | Srebro                                          | Brąz                                          |
| -------------- | ------- | --------------------- | --------------------------- | ----------------------------------------- | ----------------------------------------------- | --------------------------------------------- |
| 13 lutego 2016 |         | Hafjell Olympic Slope | Supergigant chłopców        | River Radamus                             | Pietro Canzio                                   | Manuel Traninger                              |
| 13 lutego 2016 |         | Hafjell Olympic Slope | Supergigant dziewcząt       | Nadine Fest                               | Julia Scheib                                    | Aline Danioth                                 |
| 14 lutego 2016 |         | Hafjell Olympic Slope | Superkombinacja chłopców    | River Radamus                             | Manuel Traninger                                | Pietro Canzio                                 |
| 14 lutego 2016 |         | Hafjell Olympic Slope | Superkombinacja dziewcząt   | Aline Danioth                             | Mélanie Meillard                                | Katrin Hirtl-Stanggassinger                   |
| 16 lutego 2016 |         | Hafjell Olympic Slope | Slalom gigant dziewcząt     | Mélanie Meillard                          | Katrin Hirtl-Stanggassinger                     | Aline Danioth                                 |
| 17 lutego 2016 |         | Hafjell Olympic Slope | Slalom gigant chłopców      | River Radamus                             | Yōhei Koyama                                    | Anton Grammel                                 |
| 18 lutego 2016 |         | Hafjell Olympic Slope | Slalom dziewcząt            | Aline Danioth                             | Ali Nullmeyer                                   | Meta Hrovat                                   |
| 19 lutego 2016 |         | Hafjell Olympic Slope | Slalom chłopców             | Manuel Traninger                          | Filip Vennerström                               | Odin Vassbotn Breivik                         |
| 20 lutego 2016 |         | Hafjell Olympic Slope | Drużynowy slalom równoległy | Niemcy · Jonas Stockinger · Lucia Rispler | Rosja · Aleksiej Konkow · Anastasija Siłantiewa | Finlandia · Sampo Kankkunen · Riikka Honkanen |